# Ý tại Thế vận hội Mùa đông 2006
Ý tại Thế vận hội Mùa đông 2006 có sự tham gia của 184 vận động viên. Đây là lần thứ hai nước này đăng cai Thế vận hội Mùa đông. Thế vận hội Mùa đông 1956 được tổ chức tại Cortina d'Ampezzo. Cortina d'Ampezzo cũng được quyền đăng cai Thế vận hội Mùa đông 1944, nhưng lần đó bị hủy bỏ vì Chiến tranh thế giới thứ hai.
Người cầm quốc kỳ Ý trong lễ bế mạc là nhà trượt băng nghệ thuật Carolina Kostner. Một người bà con của cô Kostner, Isolde Kostner, cũng được cầm lên quốc kỳ Ý tại Thế vận hội Mùa đông 2002. Nhà trượt tuyết Alpine Ý Giorgio Rocca đã đọc Tuyên thệ Thế vận hội ở lễ khai mạc của Thế vận hội.